# Großhöflein
Großhöflein (węg. Nagyhöflány, burg.-chor. Velika Holovajna) – gmina targowa (Marktgemeinde) w Austrii, w kraju związkowym Burgenland, w powiecie Eisenstadt-Umgebung. Według Austriackiego Urzędu Statystycznego liczyła 2,03 tys. mieszkańców (1 stycznia 2014).